# Stadionul Karađorđe

Stadionul Karađorđe (sârbă Стадион Карађорђе, Stadion Karađorđe) este un stadion cu mai multe intrebuintari  din Novi Sad, Vojvodina, Serbia. Este folosit cel mai mult pentru meciurile de fotbal si este Stadionul echipei FK Vojvodina.Stadionul este unul dintre cele mai moderne din Serbia si are unul dintre cele mai bune terenuri din tara. The stadium is one of the most modern stadiums in Serbia and has one of the best pitches in the country. Stadionul are o capacitate totala de 15,000 de locuri in urma renovarii din 2013. Stadionul este de asemenea folosit de echipa U 21 a Serbiei pentru meciurile de "acasa".

## Istoric
La sfarsitul lunii mai 2007, stadionul a gazduit meciul de retragere al fotbalistului Siniša Mihajlović . In 2009 Stadionul a fost intrebuintat cu o pista de atletism, tribuna sud-est si o tabela de scor moderna Philips.